# Nipaecoccus cacuminis
Nipaecoccus cacuminis är en insektsart som beskrevs av Mamet 1957. Nipaecoccus cacuminis ingår i släktet Nipaecoccus och familjen ullsköldlöss. Inga underarter finns listade i Catalogue of Life.